# Château de Lormont
Le château de Lormont ou château des Archevêques dit château du Prince Noir est situé à Lormont, dans le département français de la  Gironde, en limite de l'autoroute A10 et du pont d'Aquitaine. 

## Historique

### Origine
Guillaume VIII (1027-1086), comte de Poitiers et duc d'Aquitaine de 1058 à 1086 édifia sur le site un premier château vers 1060.

### Guerre de Cent Ans et archevêques bordelais
Aliénor d’Aquitaine y aurait séjourné en 1137 lors de son mariage avec le roi de France Louis VII. Puis elle épousera Henri Plantagenêt, le futur roi d’Angleterre Henri II, renversant ainsi le rapport des forces en apportant ses terres à l’un puis à l’autre des deux souverains. Ainsi le château deviendra la propriété de la couronne d’Angleterre.
Le Prince d’Aquitaine Edouard de Woodstock, fils du roi Edouard IIl d’Angleterre, dit plus tard « le Prince Noir » y aurait résidé dans les années 1360, en pleine Guerre de Cent Ans.
Les archevêques de Bordeaux l’acquierent au XIVe siècle. 

En 1453, les négociations de la fin de la guerre de Cent Ans s’y sont déroulées,,.

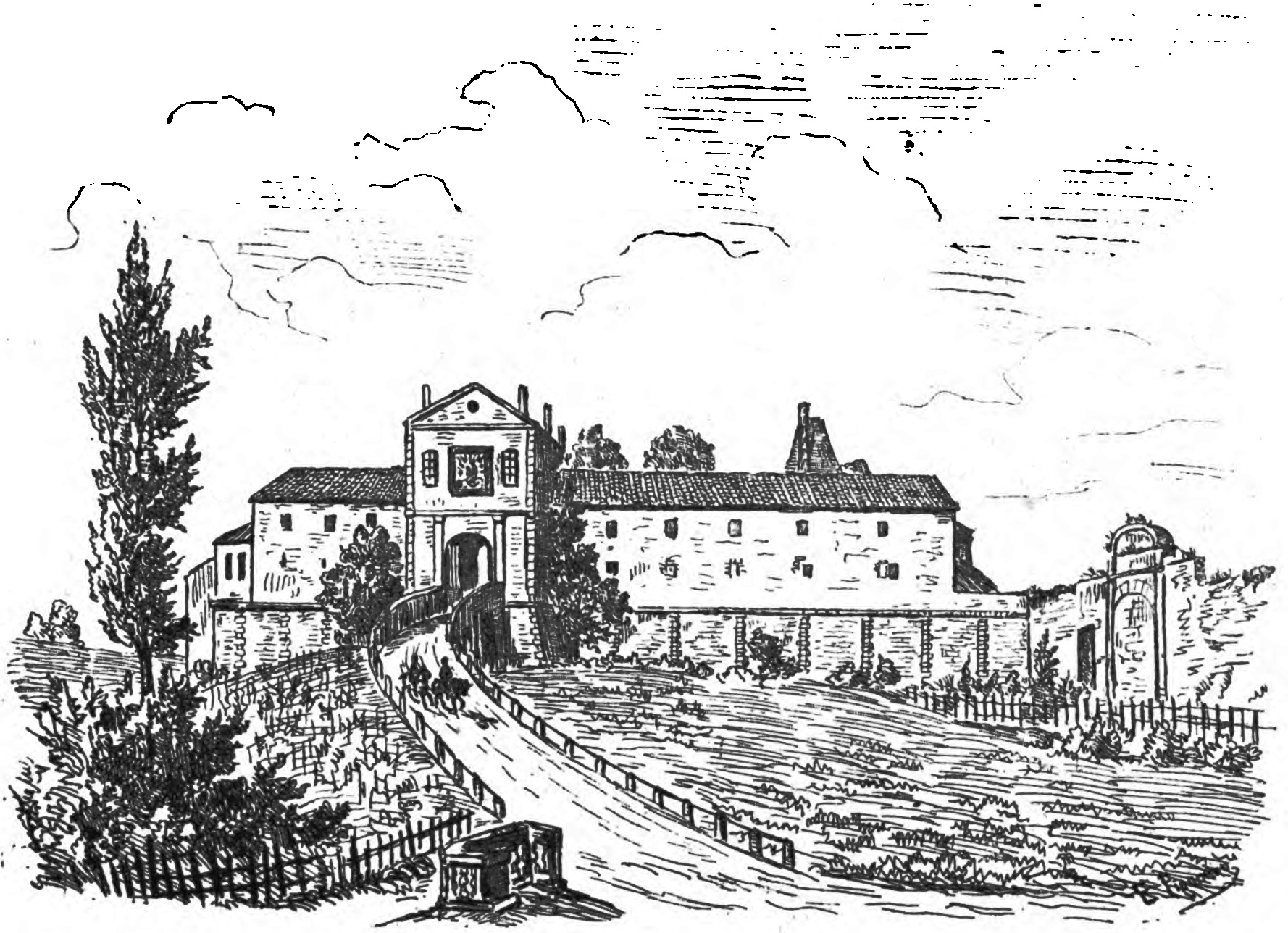
L'entrée du château en 1877.
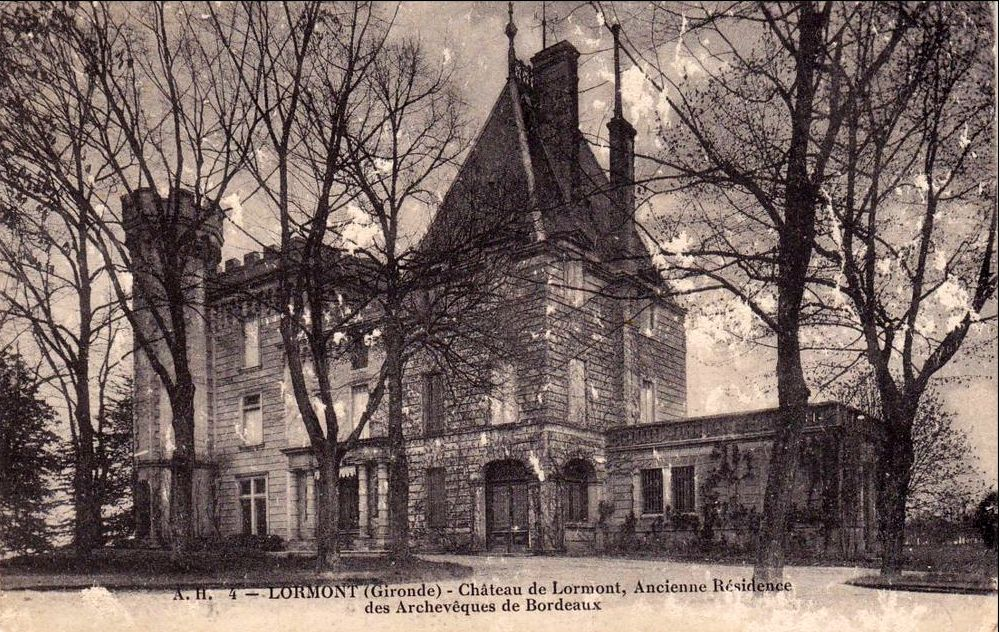
Vers 1900.

### De la Renaissance à la Révolution française
Après avoir été successivement détruit puis reconstruit, notamment en 1626 par l'architecte Henri Roche (surintendant des œuvres publiques de la ville de Bordeaux) pour le cardinal François d'Escoubleau de Sourdis puis pour son frère Henri d'Escoubleau de Sourdis, ce château devint propriété nationale en 1789.

### XIXesiècleetXXesiècle
En 1876, un Allemand de Stuttgart, M. Sacher, en devient l’acquéreur et lui donne la forme que nous lui connaissons, accolant au petit pavillon classique conservé une nouvelle façade à 2 tourelles crénelées de style néogothique.

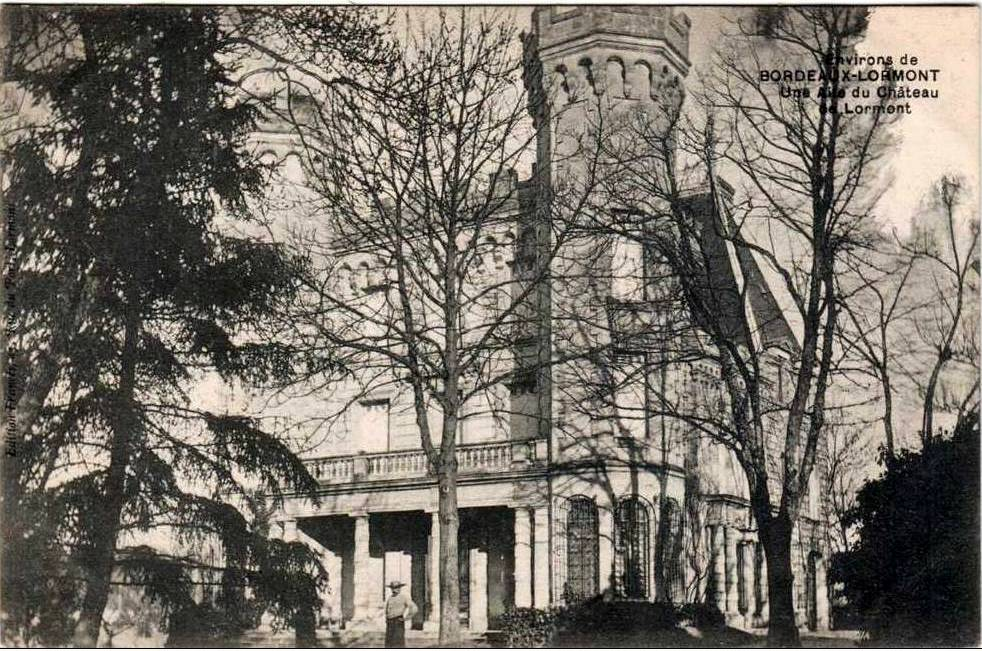
Vers 1900.
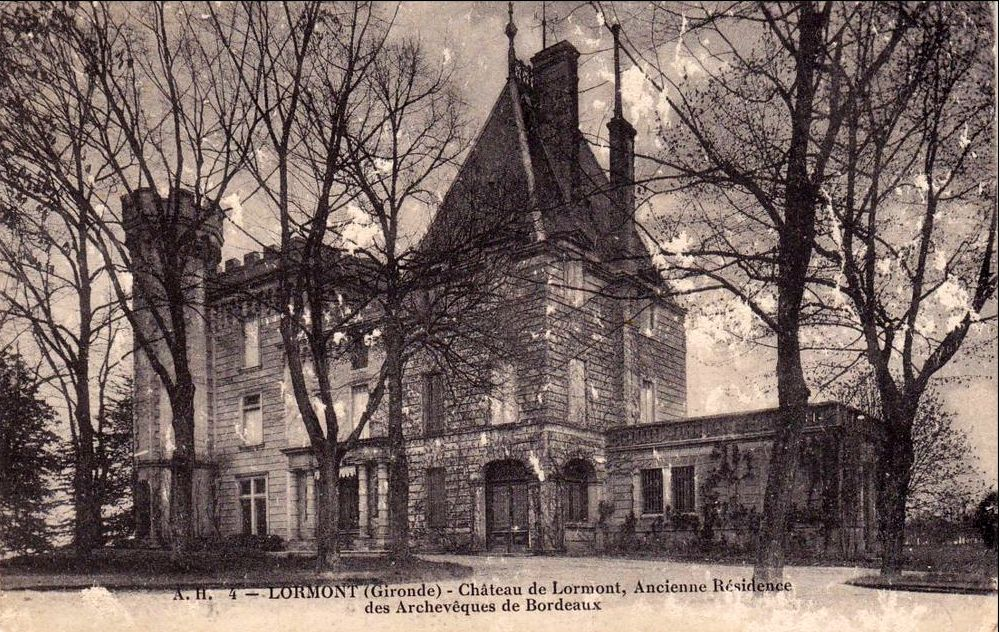
Vers 1900.

### XXIesiècle
Le château fait l’objet d’une inscription au titre des monuments historiques depuis le 13 décembre 1991. Cependant, la bâtisse, inoccupée, est laissée à l'état de ruine pendant une longue période. 
En 2005, le promoteur Norbert Fradin rachète la propriété et y engage d'importants travaux de rénovation sur deux ensembles architecturaux : le château et ses dépendances. Le château, entièrement réaménagé et décoré se voit accueillir des bureaux. L’intervention sur les dépendances associe leur réhabilitation et une extension permettant la création d’un restaurant dans l’aile sud aux larges baies panoramiques. Le chef cuisiner Jean-Marie Amat est convié à venir prendre la tête d'un restaurant gastronomique. En 2014, au départ en retraite de Jean-Marie Amat (décédé en 2018), le chef cuisiner Vivien Durand prend la tête du restaurant.
En 2017, à la suite du déménagement des bureaux de Norbert Fradin propriétaire des lieux, 600 m² du château sont loués à l'école de théâtre française des Cours Florent, qui ouvre une antenne sur la région de Bordeaux, sous la direction de Christophe Lorcat, à son ouverture, puis de Julien Delbès depuis 2022. Des travaux sont, à nouveau, effectués afin de transformer les pièces du château en salles de classe aptes à recevoir la pratique théâtrale.

## Galerie

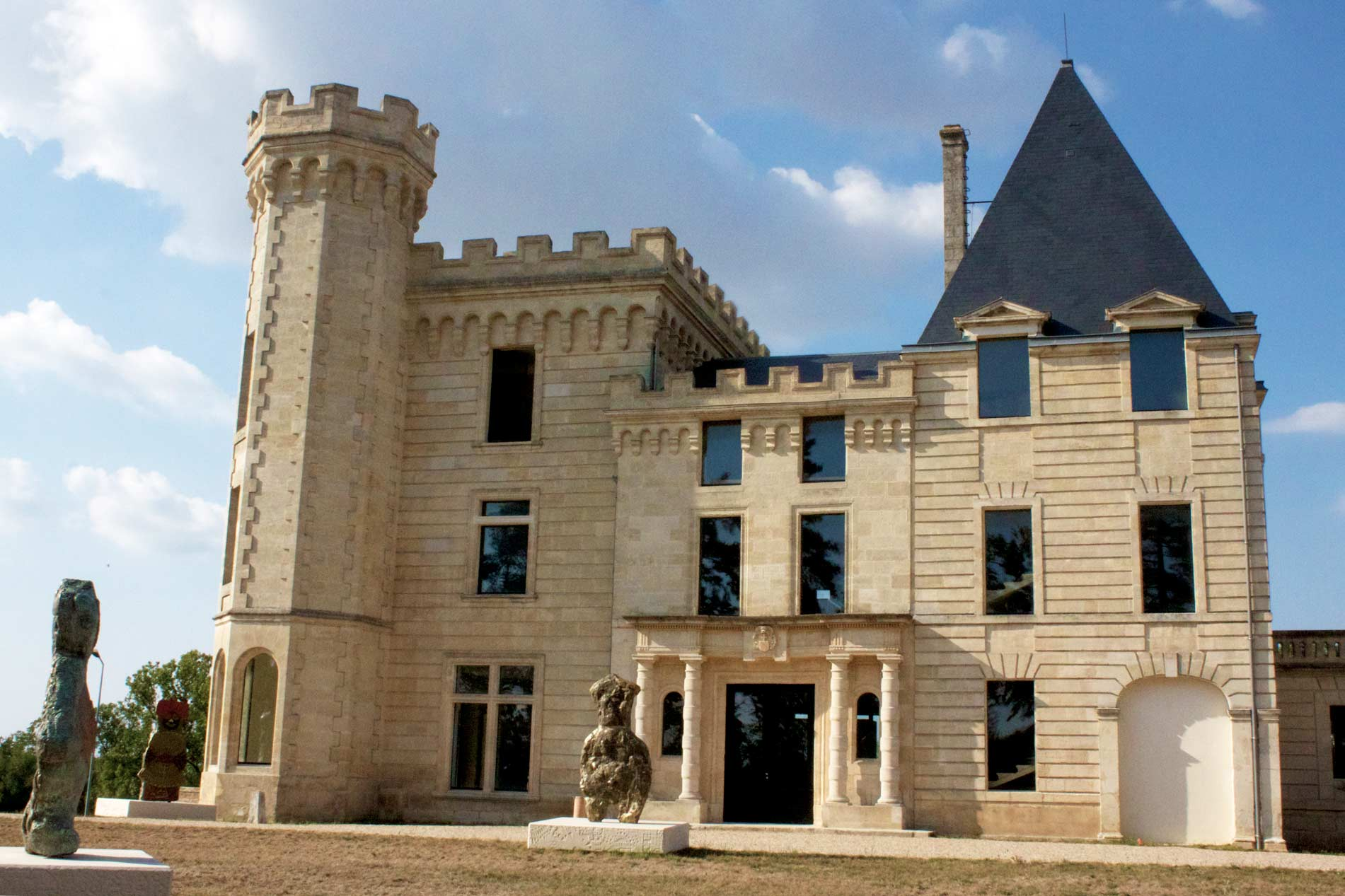
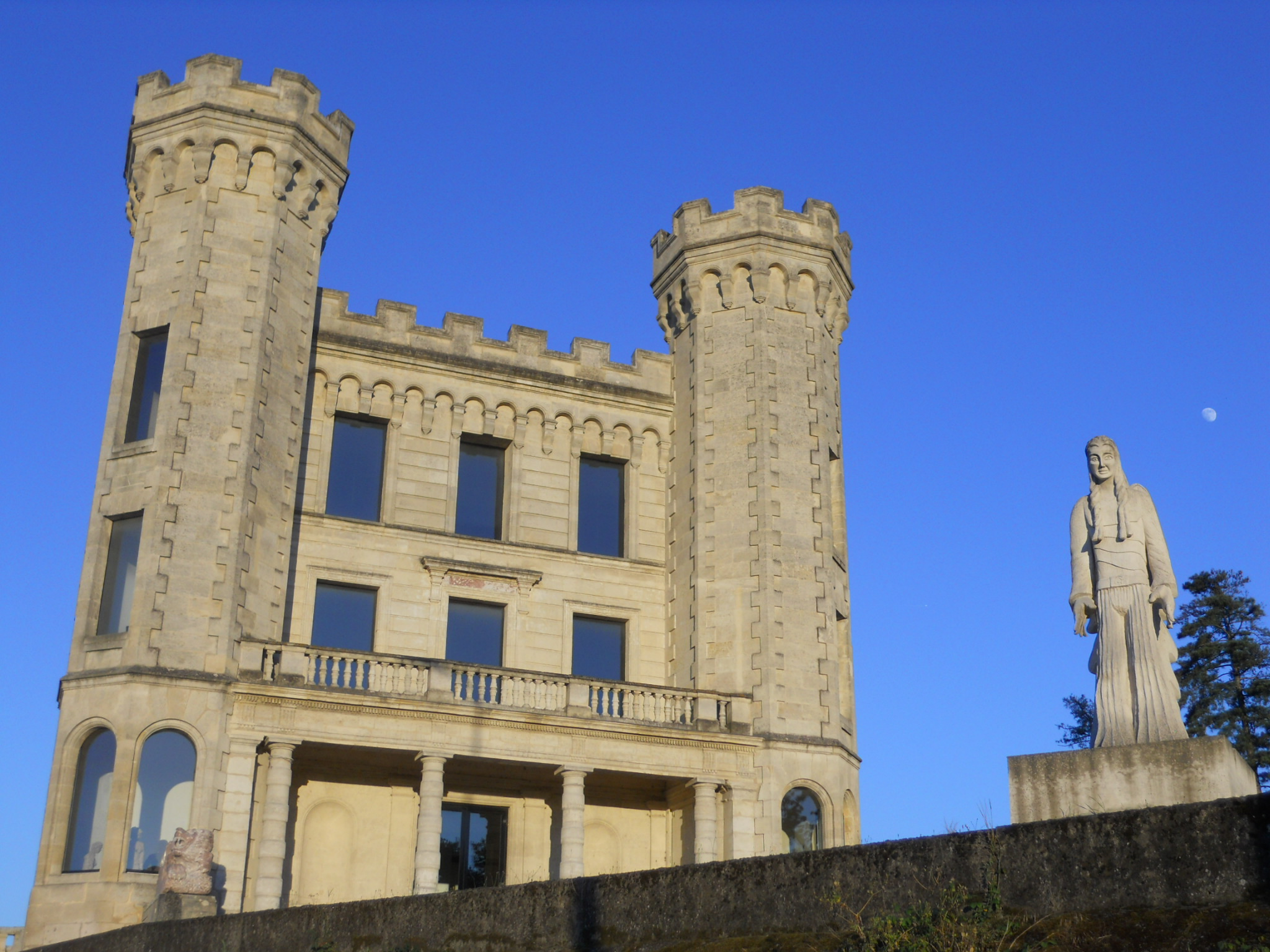